# Marius Dewilde
Marius Dewilde foi um metalúrgico francês que afirma ter tido um contato com seres extraterrestres em 1954. Seu caso ganhou notoriedade nacional.

## O caso
Na noite do dia 10 de setembro de 1954, Marius estava em sua casa em Quarouble, Nord, França. Sua casa localizava-se próxima de alguns trilhos de trem. Às 22:30, seu cachorro começou a latir intensamente. Marius então foi para fora com uma lanterna e o cachorro. Andou em direção aos trilhos e viu um objeto a cerca de 6 ou 7 metros dele. Atrás dele, ele ouviu passos, e quando apontou a lanterna, iluminou duas pequenas figuras humanoides, tão baixas quanto crianças. Os raios de luz que atingiam suas cabeças eram refletidos como se vestissem capacetes espelhados.
Repentinamente, um raio de luz foi emitido do objeto e o atingiu, deixando-o totalmente paralisado. Ele lentamente olhou para trás e pode ver uma porta abrindo no objeto. Os seres embarcaram na nave e ela decolou em direção aos céus, mudando de cor.
Quando ele recuperou seus movimentos, ele tentou contar para sua mulher e seu vizinho sobre o quê lhe ocorreu, mas nenhum dos dois viu nem escutou nada. Ele então chamou a polícia, que enviou alguns policiais para sua casa. Marius não conseguiu se aproximar do ponto onde tudo aconteceu, pois isso o fazia passar mal, dando aos policiais uma evidência de que  história não fora inventada. Além disso, objetos que operam por baterias, como a lanterna e o telefone de Marius, pararam de funcionar. Antes do nascer do sol, investigadores estavam por todo o local.

### Consequências
Enquanto as pessoas investigavam o local, um trem que passava produziu um som muito alto e parou. No local de onde o som veio, foi encontrado uma depressão de seis metros, sendo o local onde a nave havia pousado. Durante o dia seguinte, outros detalhes foram descobertos: pequenas pedras localizadas debaixo dos trilhos foram carbonizadas na depressão. Os pedaços de madeira entre as linhas de ferro apresentavam marcas simétricas
Outros pequenos incidentes ajudaram a reforçar a veracidade do caso: Marius sofreu problemas respiratórios, seu cachorro morreu três dias após o incidente, três vacas morreram em fazendas próximas (e uma autópsia revelou que o sangue delas foi totalmente sugado). Além disso, várias pessoas da região afirmam ter visto objetos e criaturas semelhantes às descritas por Marius.
A revista local RADAR e o jornal Nord Éclair foram responsáveis por divulgar o caso.